# 닙시 허슬

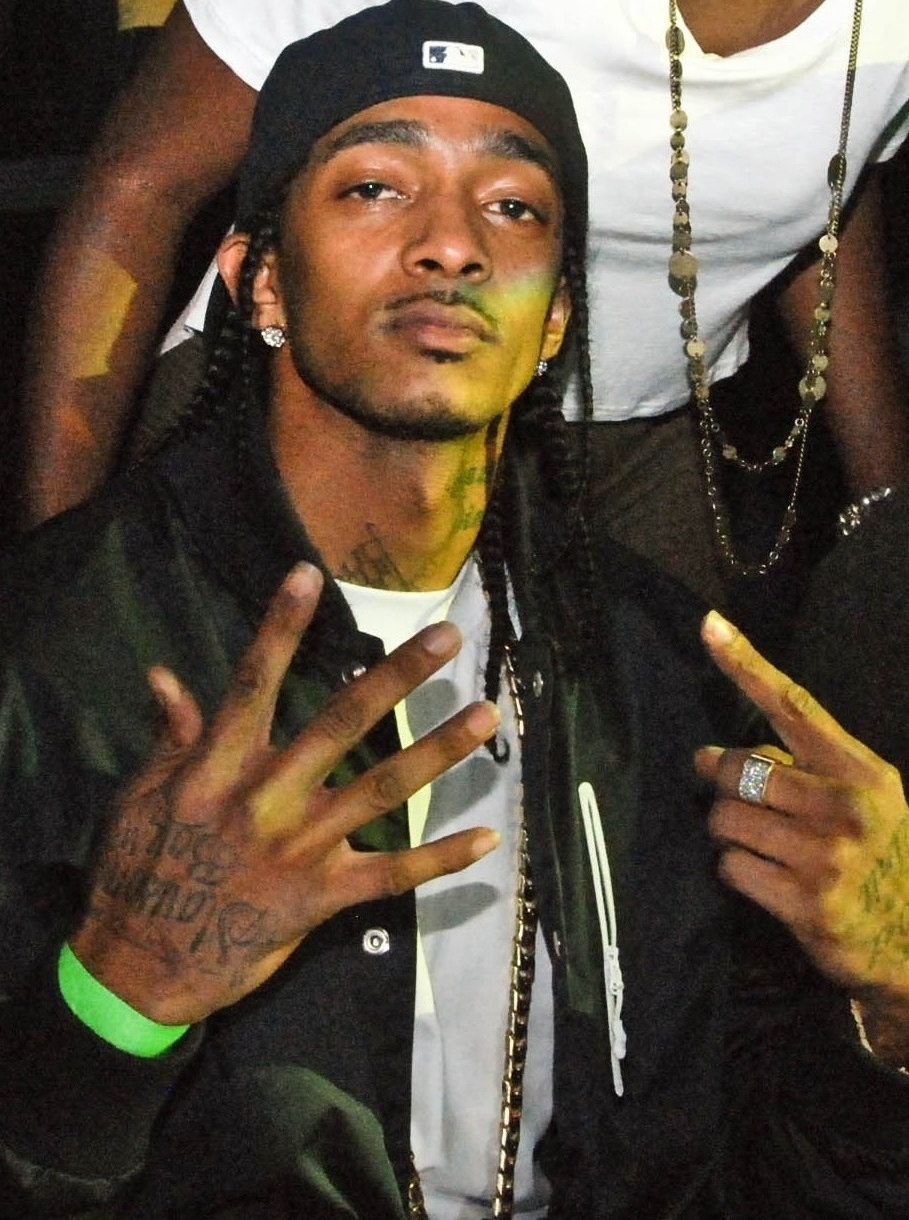
2011년 모습

닙시 허슬(Nipsey Hussle 또는 Nipsey Hu$$le, 본명: Ermias Joseph Asghedom, 1985년 8월 15일 – 2019년 3월 31일)은 미국의 래퍼, 기업가 및 활동가였다. 2000년대 중반 웨스트 코스트 힙합 씬에서 부상한 허슬은 독립적으로 데뷔 믹스테이프인 "Slauson Boy Volume 1"을 발표하여 지역적인 성공을 거두었으며, 이로 인해 시네마틱 뮤직 그룹(Cinematic Music Group)과 에픽 레코즈(Epic Records)와 계약하게 되었다.
허슬은 Bullets Ai n't Got No Name 시리즈, The Marathon, The Marathon Continues 및 Crenshaw를 포함하여 수많은 믹스 테이프로 유명해졌다. 마지막으로 미국 래퍼 Jay-Z는 각 100 달러에 100 장을 구입했다. 여러 번의 지연 끝에 그의 데뷔 스튜디오 앨범 Victory Lap은 2018년에 발매되어 비평가들의 찬사와 상업적 성공을 거두었고 2019년 제61회 그래미 어워드에서 베스트 랩 앨범 후보에 올랐다. "Racks in the Middle"과 "Higher"는 각각 베스트 랩 퍼포먼스와 베스트 랩/성 퍼포먼스 부문에서 허슬에게 수여되었다.
음악 외에도 허슬은 2017년 파트너 칼리스(Carless), 에이전시 대표인 카렌 시빌(Karen Civil) 및 그의 형제 사미엘 애스게덤(Samiel Asghedom)과 함께 설립한 마라톤 의류 매장을 개장하고 "Vector 90"이라는 공동 작업 환경을 시작했다. 2019년 3월 31일, 허슬은 로스앤젤레스 사우스 센트럴에 있는 자신의 매장 밖에서 총에 맞아 사망했다. 그날 일찍 허슬과 대면한 29세 남성 에릭 홀더(Eric Holder)는 이틀 후에 체포되어 살인 혐의로 기소되었다. 홀더는 2022년 7월 6일에 1급 살인 혐의로 유죄 판결을 받았다. 2023년 2월 22일에 홀더는 60년 징역형을 선고 받았다.

## 음반
- Victory Lap (2018)

## 출연
- 2015년: 크레이지 엑스 걸프렌드